# 祐真キキ
祐真 キキ（すけざね キキ、1989年4月5日 - ）は、日本の女優。
京都府出身。スカイコーポレーション所属。叔父はスタイリストの祐真朋樹。アメリカ・NBCのテレビドラマ『HEROES REBORN/ヒーローズ・リボーン』のミコ・オオトモ役に抜擢される。

## 経歴
京都府の侍の家系に生まれた。両親の他、兄、妹が居る。叔父（父の弟）はファッションエディターの祐真朋樹。
小学生の頃から目立つことが好きで、子供の頃は『天才てれびくん』（NHK Eテレ）に出られたらいいな、という思いを持っていたことがあったという。その後も中学生の頃からドラマや音楽に憧れ、特にアメリカの映画やドラマに憧れていたこともあって英語が話せるようになりたいと思い続けていた。高校はアメリカの高校に進学することを望んでいたが、京都府内の高校に進学。しかしその後もアメリカ行きを強く望み、高校2年の夏から1年間アメリカ・サウスダコタ州の高校に留学、この時に英会話を習得する。
高校卒業後は進学せず、アルバイトをしながら、東京へエキストラの仕事をしに行っていたこともあった。マザー・テレサやアンジェリーナ・ジョリーに憧れて海外のドラマに出たいとの思いも持ち続けており、20歳頃から本気で目指すようになる。ただ、その時は女優か難民支援の仕事か、どちらに就くか迷っていた。そのような中でバックパッカーでタンザニアに渡り、そこで政府から雇われて国際機関に難民支援の仕事に来ていたアメリカ人に出会い相談したところ、アメリカではボランティア活動をしている女優も多いと聞いて、それなら両方の夢をかなえられることになるので難民支援ボランティアもする女優になろうと思うようになる。
21歳の時にアップスアカデミーに入って1年半ほどにわたりアルバイトを掛け持ちしつつ週3回演技の基礎を、また高良隆志のもとで殺陣を学び、その後「演技を学ぶのはニューヨーク、仕事を探すならLAがいい」ということで23歳の時にロサンゼルスに移住。日本国内での活動だと世界的に有名になる事は難しいと思い、アメリカに拠点を置いて活動することになった。
現在、ロサンゼルスに住んでいる。
本名は外国人にとって発音しにくい名前であることから、外国人が発音し易いように「キキ」という芸名を付けた。
自分を売り込むための映像を集めるため小さなオーディションから積極的に参加して、学生映画やウェブCM、新聞広告などへの出演を重ねてプロフィールを作り、ロサンゼルスで通っていた殺陣のクラスでできた知人の紹介で受けたオーディションでアメリカ・NBCのテレビドラマ『HEROES REBORN/ヒーローズ・リボーン』の主要キャストの1人、“刀ガール”ことミコ・オオトモ役に抜擢されて、世界的人気作への出演により注目を集める
2016年2月にはつかこうへいの七回忌を機に舞台制作されたつかの未発表戯曲『引退屋リリー』でヒロイン・リリー役に起用されて初の舞台に立ち、同年12月にはテレビ朝日系の『年の瀬恋愛ドラマ第1夜「緊Q不倫速報」』で日本のテレビドラマに初出演する。

## 私生活
LGBTを公表しており、アメリカ人女性と交際している。

## 出演

### テレビドラマ
- The Yokai King/妖怪キング（2013年 - 2014年） - ヌコ 役
- HEROES REBORN/ヒーローズ・リボーン（2015年、NBC）ミコ・オオトモ 役
- 年の瀬恋愛ドラマ第1夜「緊Q不倫速報」（2016年12月29日、テレビ朝日） - 佐伯百合 役
- コードネームミラージュ（2017年4月8日 - 、テレビ東京） - 桜丘由比 役
- 池波正太郎時代劇 光と影 第五話「女剣 妙音記」（2017年12月5日 、BSジャパン） - 佐々木留伊 役
- ロスト・イン・スペース（2018年4月13日 、Netflix） - ワタナベアイコ 役[18]
- ウエストワールド (2018年4月22日 - 、HBO) - Sakura 役
- ザ・テラー シーズン2 “不名誉”(2019年8月12日 - 2019年10月14日、AMC）- ユウコ 役[19]

### 舞台
- つかこうへい七回忌特別公演「引退屋リリー」（2016年2月18日 - 3月7日、紀伊國屋ホール） - リリー 役[15]

### バラエティ番組
- 情報ライブ　ミヤネ屋
- めざましテレビ
- PON!
- 火曜サプライズ
- 教えて!ココロくん
- ひとりにオススメ!人気配信ドラマTOP20強!!
- 奇跡体験!アンビリバボー 3.5時間スペシャル
- ネプリーグ
- ヒルナンデス!　3色ショッピング
- なんでもワールドランキング ネプ&イモトの世界番付
- スッキリ!!
- 踊る!さんま御殿!!
- 1Hセンス
- アナザースカイ
- ナカイの窓
- 快傑えみちゃんねる
- マヨなか笑人

### ウェブテレビ
- AbemaPrime（2018年9月10日、AbemaTV）‐コメンテーター[20]

### CM
- 日産自動車 ジューク「祐真キキvsパパラッチ」篇（2016年8月 - ） - 矢沢永吉と共演

### 映画
- HiGH&LOW - ディクシー役
  - HiGH&LOW THE MOVIE2/END OF SKY(2017年)
  - HiGH&LOW THE MOVIE3/FINAL MISSION(2017年)
- アースクエイクバード - 2019年11月15日、なつこ役